# Liste des papes par longévité
La liste des papes morts les plus âgés regroupe les noms des papes morts aux âges les plus avancés (80 ans et plus), mais pas nécessairement pendant leur pontificat. Ainsi, Benoît XVI, Grégoire XII et Célestin V ont renoncé à leur charge et sont donc décédés après la fin de leur pontificat.
Il est à noter que, pour certains papes, la date de naissance exacte nous est inconnue ; seule une année approximative est donnée, comme c'est le cas pour Agathon, Célestin III, Jean XXII, Grégoire XII, Lucius III, Anastase IV, Célestin V et Adrien II. Les âges mentionnés dans cette liste pour ces papes sont par conséquent à prendre avec précaution.
Benoît XVI, élu pape le 19 avril 2005 à l'âge de 78 ans et qui a renoncé à ses fonctions le 28 février 2013, est décédé le 31 décembre 2022 à l'âge de 95 ans et 259 jours. Il est donc le pape le plus âgé de l'Histoire de l'Église (le deuxième si on considère qu'Agathon était centenaire au moment de son élection, ce qui ne repose que sur un document très incertain l'identifiant à un moine portant le même prénom). 
Quant au pape François, élu pape le 13 mars 2013 à l'âge de 76 ans et décédé le 21 avril 2025, à l'âge de 88 ans, 143 jours ; il est donc le sixième (ou septième, si Agathon est pris en compte) pape le plus âgé de l'Histoire de l'Église.

## Liste
| Rang | Nom            | Année de naissance | Année de décès | Début du pontificat | Fin du pontificat | Durée de vie                                                           |
| ---- | -------------- | ------------------ | -------------- | ------------------- | ----------------- | ---------------------------------------------------------------------- |
| 1    | Agathon        | 577 (v.)           | 681            | 678                 | 681               | serait mort vers 104 ans                                               |
| 2    | Benoît XVI     | 1927               | 2022           | 2005                | 2013              | mort à 95 ans et 259 jours (il renonce à l'âge de 85 ans et 318 jours) |
| 3    | Léon XIII      | 1810               | 1903           | 1878                | 1903              | mort à 93 ans et 140 jours                                             |
| 4    | Célestin III   | 1105 (v.)          | 1198           | 1191                | 1198              | mort vers 93 ans                                                       |
| 5    | Jean XXII      | 1244 (v.)          | 1334           | 1316                | 1334              | mort vers 90 ans                                                       |
| 6    | Grégoire XII   | 1327 (v.)          | 1417           | 1406                | 1415              | mort vers 90 ans (il renonce vers l'âge de 88 ans)                     |
| 7    | François       | 1936               | 2025           | 2013                | 2025              | mort à 88 ans et 125 jours                                             |
| 8    | Clément XII    | 1652               | 1740           | 1730                | 1740              | mort à 87 ans et 305 jours                                             |
| 9    | Clément X      | 1590               | 1676           | 1670                | 1676              | mort à 86 ans et 9 jours                                               |
| 10   | Pie IX         | 1792               | 1878           | 1846                | 1878              | mort à 85 ans et 270 jours                                             |
| 11   | Innocent XII   | 1615               | 1700           | 1691                | 1700              | mort à 85 ans et 107 jours                                             |
| 12   | Lucius III     | 1100 (v.)          | 1185           | 1181                | 1185              | mort vers 85 ans                                                       |
| 13   | Jean-Paul II   | 1920               | 2005           | 1978                | 2005              | mort à 84 ans et 319 jours                                             |
| 14   | Grégoire XIII  | 1502               | 1585           | 1572                | 1585              | mort à 83 ans et 92 jours                                              |
| 15   | Paul IV        | 1476               | 1559           | 1555                | 1559              | mort à 83 ans et 51 jours                                              |
| 16   | Benoît XIV     | 1675               | 1758           | 1740                | 1758              | mort à 83 ans et 33 jours                                              |
| 17   | Pie XII        | 1876               | 1958           | 1939                | 1958              | mort à 82 ans et 221 jours                                             |
| 18   | Pie XI         | 1857               | 1939           | 1922                | 1939              | mort à 81 ans et 255 jours                                             |
| 19   | Paul III       | 1468               | 1549           | 1534                | 1549              | mort à 81 ans et 255 jours                                             |
| 20   | Pie VI         | 1717               | 1799           | 1775                | 1799              | mort à 81 ans et 245 jours                                             |
| 21   | Jean XXIII     | 1881               | 1963           | 1958                | 1963              | mort à 81 ans et 190 jours                                             |
| 22   | Benoît XIII    | 1649               | 1730           | 1724                | 1730              | mort à 81 ans et 28 jours                                              |
| 23   | Pie VII        | 1742               | 1823           | 1800                | 1823              | mort à 81 ans et 6 jours                                               |
| 24   | Anastase IV    | 1073 (v.)          | 1154           | 1153                | 1154              | mort vers 81 ans                                                       |
| 25   | Célestin V     | 1215 (v.)          | 1296           | 1294                | 1294              | mort vers 81 ans (il renonce vers l'âge de 79 ans)                     |
| 26   | Paul VI        | 1897               | 1978           | 1963                | 1978              | mort à 80 ans et 314 jours                                             |
| 27   | Alexandre VIII | 1610               | 1691           | 1689                | 1691              | mort à 80 ans et 285 jours                                             |
| 28   | Grégoire XVI   | 1765               | 1846           | 1831                | 1846              | mort à 80 ans et 256 jours                                             |
| 29   | Innocent X     | 1574               | 1655           | 1644                | 1655              | mort à 80 ans et 246 jours                                             |
| 30   | Adrien II      | 792 (v.)           | 872            | 867                 | 872               | mort vers 80 ans                                                       |